# Toni Massanés Sánchez
Toni Massanés Sánchez (Berga, 1965) és un gastrònom català, director general de la Fundació Alícia (ALImentació i CiènCIA), laboratori de l'alimentació responsable, un centre de recerca sobre cuina amb rigor científic que treballa perquè tothom mengi millor (Premi PAAS, NAOS, Premi Nacional de Gastronomia Saludable de la RAEG, Premi Nacional de Recerca de la Fundació Catalana per la Recerca, Premi de la cultura de l'oli de la Fira de l'oli de les Garrigues, entre d'altres).
Diplomat en cuina a Barcelona i Tolosa de Llenguadoc. L'any 1991 és un dels fundadors del col·lectiu Joves Amants de la Cuina (juntament amb Josep Maria Baixas, Josep Berengué, Àlex Montiel, Daniel Eek, Sergi Arola, Francesc Puntí, Andreu Roselló, Ignasi Montiel, Jordi Perramon, Mariano Gonzalvo, Philippe Regol, Frederic Fernàndez i Emili Ametller), que organitzaran tres jornades gastronòmiques al restaurant Aram amb el cuiner Pierre Gagnier de convidat especial.
S'ha dedicat a la docència, l'escriptura, el periodisme, i la recerca. És investigador de l'Observatori de l'Alimentació de la Universitat de Barcelona (Odela). Ha fet viatges de la mà de cuiners i cuineres locals —professionals i també casolans— per conèixer tradicions culinàries d'arreu del món. Sobretot ha estudiat la cuina catalana. A més d'elaborar estudis i receptaris de diverses comarques, ha dissenyat el mètode i dirigit l'equip de recerca que s'ha encarregat d'inventariar i catalogar el Corpus Culinari Tradicional Català. Presideix el jurat d'Écotrophélia España, el del Concurs d'escoles d'hostaleria de Catalunya i d'altres de cuina casolana... Ha comissariat exposicions nacionals i internacionals de cuina, cultura de l'alimentació i sostenibilitat com Bcn-Cat Real Food for real people a la Expo in Città de Milà o El Celler de Can Roca, de la terra a la lluna al palau Robert. Ha participat en series de programes televisius i pel·lícules com Collita Pròpia, Sota terra, Al vostre gust, 30 minuts, Encontro dos Sabores o Snacks, bocados de una revolución. Escriu al Què Fem? i al COMER de La Vanguardia.

## Premis
- I Premi Ignasi Domènech de gastronomia (2007)[10]
- Medalla al Mèrit Gastronòmic dels 8ens Premis Nadal de Gastronomia (2007), atorgats per l'Associació de Cuiners i Rebosters de Barcelona, l'Institut Català de la Cuina, la Fundació Viure el Mediterrani, l'Associació Catalana de Sumillers i el Club del Barman de Catalunya[11]
- Premi Ciutat de Barcelona de Gastronomia (2016)[12]